# Гетор'єт (станція метро)
59°20′05″ пн. ш. 18°03′43″ сх. д. / 59.334722° пн. ш. 18.061944° сх. д.
«Гетор'єт» (швед. Hötorget) — станція Зеленої лінії Стокгольмського метрополітену, обслуговується потягами маршрутів Т17, Т18 та Т19
Відстань від станції Слюссен 1.5 км.
Пасажирообіг станції в будень — 37,300 осіб (2019)

Розташування:  під Кунгсгатаном між Оксторгсгатаном і Апельбергсгатаном, Стокгольм.
Конструкція: трипрогінна колонна станція мілкого закладення з однією острівною прямою платформою.

## Історія
Станцію урочисто було відкрито 26 жовтня 1952 року у складі черги між Гетор'єтом і Веллінгбю. 
Лінію було продовжено до Слюссена 24 листопада 1957 року, тим самим з'єднавши західну і східну ділянки зеленої лінії. 

До 1957 року станція мала назву Кунсгатан. 
Назву було змінено на Гетор'єт, коли південна та західна дистанції були об'єднані в одну (з відкриттям станцій Т-Сентрален і Гамла-Стан).

## Опис
Художнє оформлення станції належить Гуннару Лене. 
На момент відкриття станція була кінцевою на лінії метро, що прямує до району Веллінгбю. 
Оскільки вулиця Кунгсгатан є довгою — завдовжки понад кілометр, цю назву пізніше вважали непрактичною з точки зору орієнтування у місті. 
Як наслідок, 24 листопада 1957 року станція була перейменована на Гетор'єт (на честь площі розташованої поруч). 
Станція має 3 виходи, по одному з кожного кінця і один посередині з Кунгсгатана. 
Центральний вхід має підземну площу з кількома крамницями.

Станція зберегла художнє оформлення 1950-х років, включаючи оригінальні навігаційні покажчики та сміття. 
В 1998 році художнє оформлення станції було доповнено роботами шведсько-данського скульптора Гун Горділло у вигляді неонових трубок, що звиваються під стелею у різних площинах. 
Неонові трубки випромінюють біле світло 5 різних відтінків.

## Операції
| Попередня станція                | Лінія | Лінія     | Лінія | Наступна станція             |
| -------------------------------- | ----- | --------- | ----- | ---------------------------- |
| Родмансгатан до Окесгов          |       | Лінія T17 |       | Т-Сентрален до Скарпнек      |
| Родмансгатан до Альвік           |       | Лінія T18 |       | Т-Сентрален до Фарста-странд |
| Родмансгатан до Гессельбю-странд |       | Лінія T19 |       | Т-Сентрален до Гагсетра      |